# Мукасово 2-е
Мукасово 2-е (баш. 2-се Моҡас) — деревня Мукасовского сельсовета Баймакского района Республики Башкортостан России.

## Географическое положение
Расстояние до:
- районного центра (Баймак): 49 км,
- центра сельсовета (1-е Туркменево): 16 км,
- ближайшей железнодорожной станции (Сибай): 8 км.

## Население
| 2002 | 2009 | 2010 |
| ---- | ---- | ---- |
| 28   | ↗31  | ↗32  |

Национальный состав
Согласно переписи 2002 года, преобладающая национальность — башкиры (100 %).